# Palaeochrysa wickhami
Palaeochrysa wickhami là một loài côn trùng trong họ Chrysopidae thuộc bộ Neuroptera. Loài này được Cockerell miêu tả năm 1914.